# NK Pešćenica Zagreb
Nogometni klub Pešćenica Zagreb bio je hrvatski nogometni klub iz Pešćenice, Zagreb.
Nastao je krajem 1950 pod nazivom NK Pešćenica. Tijekom srpnja 1953. mijenja ime u NK Borongaj pritom nastavljajući tradiciju istoimenog kluba koji je djelovao do 1941. U siječnju 1955. vraća ime NK Pešćenica, nakon što je iz kluba nastalo ŠD Pešćenica. Od tada je klub Borongaja i Pešćenice. Klub prestaje djelovati 1959.